# 常盤城
常盤城（ときわじょう）は、愛媛県南宇和郡愛南町にあった日本の城（山城）。町の史跡。

## 概要
城辺平野の中央部、僧都川と蓮乗寺川に面した標高35mの諏訪山にあった。御荘殿と呼ばれた勧修寺氏の本城で、支城には大森城、数城、今木城、鳶巣城、緑城、猿越城などがあった。
勧修寺氏は伊予西園寺氏の麾下に入っており、永正から天文年間に当城を建てたとみられる。永禄元年（1558年）に大友氏、天正3年（1575年）には長宗我部氏に責められている。一時は土佐一条氏を援護して逆に土佐国に侵入したが、天正11年（1583年）に長宗我部氏に猿越城と緑城を落とされ、天正12年（1584年）に降伏した。四国の役の後、天正15年（1587年）に新領主の戸田勝隆から下城を余儀なくされた勧修寺氏は京に上ったという。
跡地は諏訪公園となっており、1964年に支城の大森城・緑城とともに愛南町の史跡に指定された。